# حملة الفلاندرز
جرت أحداث حملة فلاندرز (أو الحملة في البلدان المنخفضة) خلال السنوات الأولى من الحروب الثورية الفرنسية من 6 نوفمبر 1792 إلى 7 يونيو 1795. قام تحالف من الدول التي تمثل النظام القديم في أوروبا الغربية - النمسا (بما في ذلك جنوب هولندا) وبروسيا وبريطانيا العظمى والجمهورية الهولندية (شمال هولندا) وهانوفر وهسن كاسل بوضع القوات العسكرية على طول جميع الحدود الفرنسية والهدف من هذا هو غزو فرنسا الثورية وإنهاء الجمهورية الفرنسية الأولى. قام الثوار الفرنسيون الراديكاليون الذين كسروا سلطة الكنيسة الكاثوليكية في عام (1790) بإلغاء النظام الملكي (1792) وإعدام ملك فرنسا المخلوع لويس السادس عشر في عام 1793، وتنافسوا على نشر الثورة خارج حدود فرنسا، بوسائل عنيفة إذا لزم الأمر.
أعقب انتصار فرنسي سريع في معركة جيمابيس في نوفمبر 1792 انتصار كبير للتحالف في نيرويندن في مارس 1793. وبعد هذه المرحلة الأولية اجتمعت أكبر هذه القوات على الحدود الفرنسية الفلمنكية. في مسرح الأحداث هذا واجهت القوات البروسية بالإضافة إلى الجيش الأنغلو-هانوفر والجيش الهولندي والهسي والإمبراطوري النمساوي وجنوب نهر سامبر جيش أرمي دو نورد الجمهوري ومعه (في الجنوب) قوتين أصغر وهم جيش أرديسنس وجيش لوموسيل. تمتع الحلفاء بعدة انتصارات مبكرة لكنهم لم يتمكنوا من التقدم خارج حصون الحدود الفرنسية. أُجبرت قوات التحالف في النهاية على الانسحاب من خلال سلسلة من الهجمات المضادة الفرنسية وقرار النمسا 1794 مايو لإعادة نشر أي قوات في بولندا.
أسس الحلفاء جبهة جديدة في جنوب هولندا وألمانيا، ولكن مع قلة الإمدادات وانسحاب البروسيين أُجبروا على مواصلة انسحابهم خلال فصل الشتاء القاسي في الشهر الخامس من عام 1794. انسحب النمساويون إلى أسفل نهر الراين وانسحب البريطانيون إلى هانوفر حيث تم إجلاؤهم في نهاية المطاف. تم دعم الفرنسيين المنتصرين في غزوهم من قبل الوطنيين من هولندا الذين كانوا قد أجبروا في السابق على الفرار إلى فرنسا بعد أن فشلت ثوراتهم في الشمال في عام 1787 وفي الجنوب في 1789/91. عاد هؤلاء الوطنيون تحت رايات فرنسية كـ «باتافيون» و «بلجيكيون» لتحرير بلادهم. تم دفع الجيوش الجمهورية إلى أمستردام وفي وقت مبكر من عام 1795 استبدلت الجمهورية الهولندية بدولة عميلة وهي جمهورية باتافيا في حين تم الإستيلاء على الأراضي المنخفضة النمساوية وأسقفية أمير لييج من قبل الجمهورية الفرنسية.
اعترفت بروسيا وهيس كاسل بفوز الفرنسي وأدركت المكاسب الإقليمية مع معاهدة بازل (1795). ولم تعترف النمسا بخسارة جنوب هولندا إلى أن تمت معاهدة 1797 ليوبين وبعد ذلك معاهدة كامبو فورميو أيضًا. في البداية رفض أمير أورانيا الستاتهاودر الهولندي فيليم الخامس الذي فر إلى إنجلترا الاعتراف بجمهورية باتافيا، وأمرت جميع المستعمرات الهولندية قبول السلطة البريطانية مؤقتًا عن طريق رسائل كيو. وقبل حلول عام 1801 اعترفت رسائل أوراني شتاين بجمهورية باتافيا وقبل ابنه فيليم فريدريك إمارة ناساو - أورانج - فولدا كتعويض عن فقدان الورثة.

## خلفية
كانت النمسا وبروسيا في حالة حرب مع فرنسا منذ 20 أبريل 1792 على الرغم من أن بريطانيا والجمهورية الهولندية حافظتا في البداية على سياسة محايدة تجاه الثورة في فرنسا. ولكنهم تحركوا أخيرًا بعد إعدام ملك فرنسا لويس السادس عشر في 21 يناير 1793 وإعلان الحرب من قبل الحكومة الثورية. تعهد رئيس الوزراء البريطاني بيت الأصغر بالتمويل لتشكيل التحالف الأول الذي يتكون من بريطانيا والجمهورية الهولندية وبروسيا والنمسا والدول الأعضاء في الإمبراطورية الرومانية المقدسة ومملكة سردينيا وإسبانيا. حشدت جيوش الحلفاء قواتها على طول الحدود الفرنسية وعلى أكبر وأكثر منطقة أهمية على الحدود فلاندرز الفرنسية – البلجيكية.
في الشمال كان الهدف المباشر للحلفاء هو إخراج الفرنسيين من الجمهورية الهولندية (هولندا الحديثة) وهولندا النمساوية (بلجيكا الحديثة) ثم تمشيط باريس عسكريا لإنهاء النسخة الفرنسية الفوضوية والدموية للحكومة الجمهورية. دعمت النمسا وبروسيا هذا الهدف على نطاق واسع ولكنهما كانا يفتقران إلى المال. وافقت بريطانيا على استثمار مليون جنيه لتمويل جيش نمساوي كبير على الأرض بالإضافة إلى تمويل فيلق هانوفر الأصغر وأرسلت قوة استكشافية وصل عددها في نهاية المطاف إلى ما يقرب من عشرين ألف جندي بريطاني تحت قيادة الابن الأصغر للملك دوق يورك. في البداية تم حشد 1500 جندي فقط مع يورك في فبراير 1793.
بشكل عام قام الأمير النمساوي جوسياس أمير ساكس بقيادة الحلفاء كوبورغ- سالفيلد مع طاقم من المستشارين النمساويين طوعا للإمبراطور فرانتس الثاني ووزير الخارجية النمساوي يوهان وبارون ثوجوت. اضطر دوق يورك إلى اتباع الأهداف التي حددها وزير خارجية بيت هنري دونداس. وهكذا خففت قرارات الحلفاء العسكرية في الحملة من الأهداف سياسية في فيينا ولندن.
كانت دفاعات الجمهورية الهولندية في حالة سيئة وكان جيش الولايات الخاص به لم يدخل في حرب لمدة 45 عامًا.  في الفترة 1785-1787، قام خصوم أمير أورانيا الستاتهاودر فيليم الخامس الوطنيون بإطلاق ثورة الوطنيين التي تم قمعها بصعوبة فقط بعد التدخل البروسي والبريطاني في عام 1787، وبعد ذلك فر قادة الوطنيين إلى فرنسا. لذلك كان الحفاظ على آل أورانيا ونظام الستاتهاودرا الاستبدادي مصدر قلق فيليم الرئيسي.
وفي الجهة الأخرى للحلفاء كانت جيوش الجمهورية الفرنسية في حالة من الاضطراب. حارب الجنود القدامى من النظام القديم جنبًا إلى جنب مع المتطوعين قليلي الخبرة وحثهم على ذلك الحماس الثوري الذي أشعله بعثة ربرزنتر ان. هاجر العديد من الضباط القدامى تاركين الفرسان على وجه الخصوص في حالة من الفوضى. فقط المدفعية كانت الأقل تأثرًا بالهجرة ونجت بسلام.  أصبحت المشاكل أكثر حدة بعد البدء بالتجنيد الجماعي ليفا ان ماسي في 1793.
استطاع القادة الفرنسيون الموازنة بين الحفاظ على أمن الحدود، وصخب النصر (الذي سيحمي النظام في باريس) من جهة، والوضع اليائس للجيش من ناحية أخرى، بينما كانوا هم أنفسهم باستمرار تحت اشتباه المندوبين. كان ثمن الفشل أو عدم الولاء هو المقصلة.